# ジェイク・クラーク＝ソルター
ジェイク＝リアム・クラーク＝ソルター（Jake-Liam Clarke-Salter、1997年9月22日 - ）は、イングランド・ロンドンサットン区出身のプロサッカー選手。クイーンズ・パーク・レンジャーズFC所属。ポジションはDF。

## 経歴

### クラブ
2006年にチェルシーFCのユースチームに入団。2013年12月、16歳でU-18チームに昇格した。チームではキャプテンを務め、FAユースカップとUEFAユースリーグ優勝に貢献した。2015年、アメリカで行われたトップチームのプレシーズンツアーに帯同した。
2016年3月、ストーク・シティFC戦で初のベンチ入り。翌月のアストン・ヴィラFC戦で途中出場しトップチームデビュー。試合後、キャプテンのジョン・テリーからプレー振りを賞賛された。

### 代表
各年代でイングランド代表に選出されている。優勝した2017 FIFA U-20ワールドカップでは全7試合中4試合に出場した。

## タイトル

### クラブ
チェルシー・リザーブ
- FAユースカップ: 2013–14, 2014–15, 2015–16
- UEFAユースリーグ: 2014–15, 2015–16

### 代表
U20イングランド代表
- FIFA U-20ワールドカップ: 2017